# 広島市立船越中学校
広島市立船越中学校（ひろしましりつふなこしちゅうがっこう）は、広島県広島市安芸区船越六丁目にある公立中学校。

## 沿革
- 1947年（昭和22年）5月10日 - 海田・船越・矢野組合立鼓浦中学校より分離され、船越町立船越中学校設立。
- 1975年（昭和50年）4月1日 - 広島市との合併により、広島市立船越中学校に改称。
- 1978年（昭和53年）9月1日　- 校舎を現在地に新築し、移転。

## 校区
- 広島市立船越小学校の校区[2]
  - 船越町、船越一丁目から船越六丁目、船越南一丁目から船越南五丁目

## 部活動
- 野球部[3]
- サッカー部
- 陸上部
- 女子ソフトテニス部
- 女子バスケットボール部
- 音楽部
- 男子バスケットボール部
- 剣道部
- 技術部コンピューター班
- 技術部芸術班

## アクセス
- JR山陽本線 海田市駅下車

## 著名な出身者
- 河内勝幸（元サッカー選手・サッカー指導者）